# Système de notes de Cornell
 (juillet 2018).
Le système de Notes Cornell (également méthode Cornell) est un système de prise de notes imaginé dans les années 1940 par Walter Pauk, un professeur à l'Université Cornell.
Pauk a préconisé son usage dans son best-seller Comment étudier à l'université.

## Méthode
La méthode Cornell fournit un format systématique pour la condensation et l'organisation des notes. L'étudiant divise le papier en deux colonnes : la prise de notes  (généralement à droite) est le double de la taille de la colonne pour les mots-clés (colonne de gauche). L'étudiant doit laisser cinq à sept lignes en bas de la page.
Les notes prises à partir d'un cours ou d'un document sont écrites dans la colonne "prise de note" : ces notes comprennent généralement les idées principales du texte ou du cours, et les longues idées sont paraphrasées. Les phrases longues sont à éviter; des symboles et des abréviations sont utilisés à la place. Pour aider aux futures révisions, les questions importantes et les mots-clés sont écrits dans la colonne de gauche. Enfin, l'étudiant est invité à résumer chaque page dans la partie "sommaire" (en bas de page).
Au moment de la révision, l'étudiant peut couvrir la colonne "prise de note" (celle de droite) tout en répondant aux questions/mots-clés de l'autre colonne (celle de gauche). Il est encouragé à revoir régulièrement ses notes.

## Efficacité
Une étude publiée en 2010 par l'Université d'État de Wichita a comparé deux méthodes de prise de notes en anglais, dans une classe de secondaire, et a constaté que la méthode Cornell de prise de notes est plus avantageuse dans les cas où les étudiants sont tenus de faire la synthèse et appliquer les connaissances acquises, alors que la prise de note guidée semblait être préférable pour un rappel de base.
Une autre étude, publiée en 2013, a trouvé que "les étudiants à qui on enseigne la méthode de Cornell ont une meilleure prise de notes que ceux à qui elle n'est pas enseignée, mais ils n'ont pas de meilleurs résultats."
Le format de la méthode Cornell est l'un des plus fréquemment suggérés pour prendre des notes par les sites web des universités et d'aide aux étudiants.